# Уряд національної єдності
Уряд національної єдності — широкий коаліційний уряд, що складається з усіх партій (або всіх основних партій) у парламенті. Як правило, формується під час війни або іншої надзвичайної ситуації.
Наприклад, уряди національної єдності діяли у Великій Британії в 1931—1945 роках (під час Великої депресії та Другої світової війни).